# Rainer Gögele

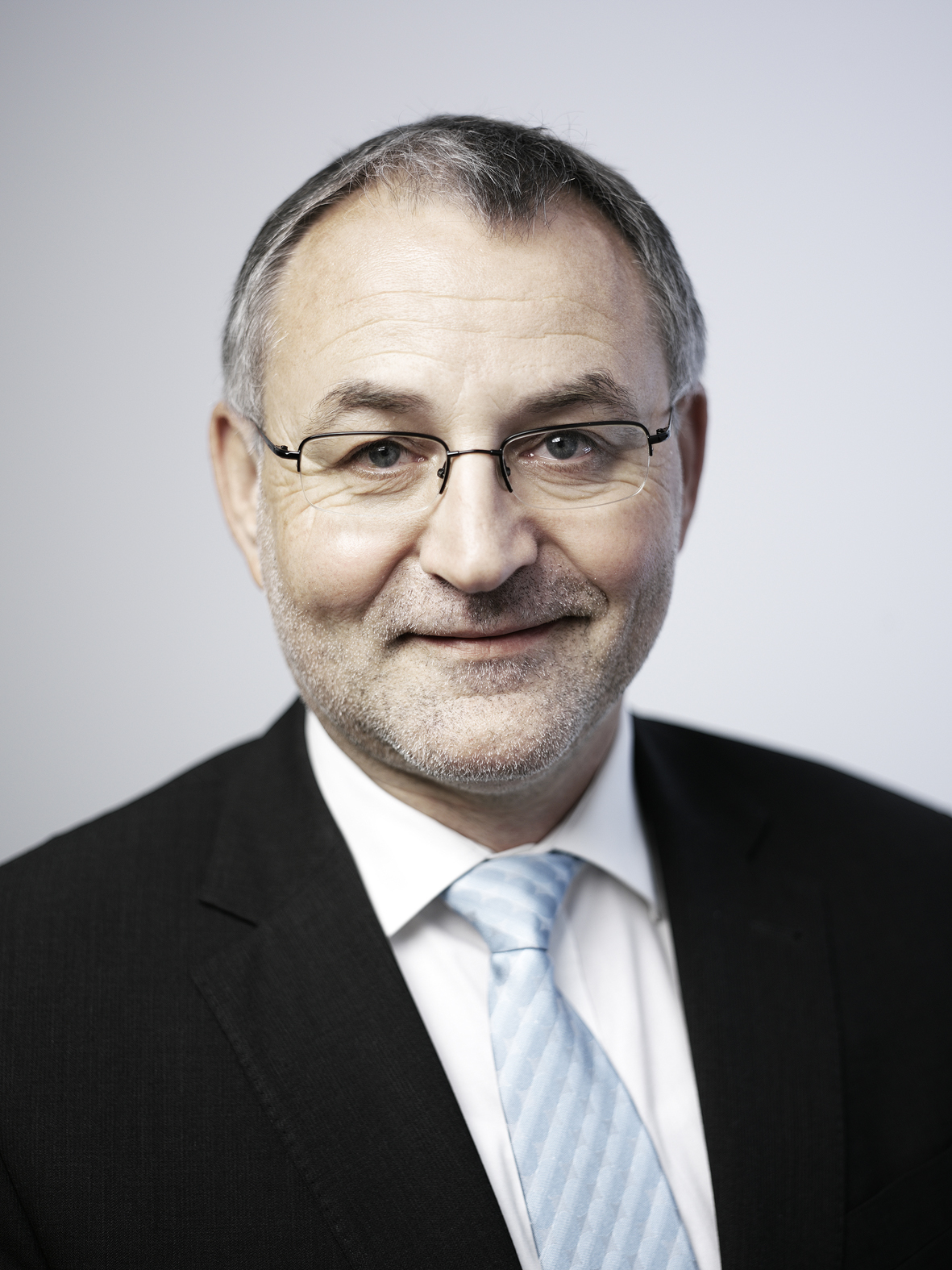
Rainer Gögele (2010)

Rainer Gögele (* 26. Juli 1956 in Feldkirch) ist ein österreichischer Politiker (ÖVP). Er war von 2011 bis 2012 Landesrat in der Vorarlberger Landesregierung. Zuvor war er seit 2004 Abgeordneter der ÖVP im Vorarlberger Landtag sowie Klubobmann der ÖVP-Fraktion im Landtag (seit 13. Dezember 2006). Neben seinem Landesrats-Amt war er zudem Obmann des ÖAAB in Vorarlberg und Bezirksparteiobmann der ÖVP Vorarlberg im Bezirk Feldkirch.

## Politische Karriere
Rainer Gögele begann seine politische Karriere im Jahr 1990 als Mitglied der Gemeindevertretung seiner Heimatgemeinde Mäder. 1993 wurde er dort in den Gemeinderat gewählt, 1999 erstmals zum Vizebürgermeister der Gemeinde.
Erstmals in den Vorarlberger Landtag gewählt wurde Rainer Gögele im Zuge der Landtagswahl 2004. Für die Fraktion der ÖVP war Gögele bis zu seiner Wahl zum Klubobmann Sprecher für Raumplanung und Gemeindeentwicklung, zudem war er stellvertretender Obmann des Landtagskulturausschusses sowie Mitglied im Rechtsausschuss, Sozialpolitischen Ausschuss, Umweltausschuss und Volksanwaltsausschuss und Ersatzmitglied im Energiepolitischen Ausschuss, Finanzausschuss, Kontrollausschuss, Landwirtschaftlichen Ausschuss, Sportausschuss und Volkswirtschaftlichen Ausschuss.
Nach dem krankheitsbedingten Rücktritt von Landesstatthalter Bischof und dem Aufrücken von Markus Wallner in die Landesregierung, wurde Gögele am 13. Dezember 2006 dessen Nachfolger als Klubobmann der ÖVP-Fraktion im Landtag.
Nachdem Landeshauptmann Herbert Sausgruber im Herbst 2011 seinen Rücktritt erklärt hatte und Markus Wallner, der bisherige Landesstatthalter, zu seinem Nachfolger gewählt wurde, rückte Rainer Gögele am 7. Dezember 2011 in das Amt des Landesrats für Gesundheit und Hochbau auf. Sein Nachfolger als Klubobmann der ÖVP wurde Roland Frühstück, auf das freigewordene Landtagsmandat rückte Alexander Muxel nach.
Am 1. Juni 2012 erklärte Rainer Gögele in einem überraschenden Schritt aus persönlichen Gründen seinen sofortigen Rücktritt als Landesrat, ÖAAB-Obmann und Bezirksparteiobmann im Bezirk Feldkirch. Seine Nachfolge als Gesundheitslandesrat trat am 6. Juni 2012 der bisherige Landessanitätsdirektor Christian Bernhard an. Fast drei Jahre später, nach der Gemeindevertretungswahl 2015, wurde Rainer Gögele im April 2015 in seiner Heimatgemeinde Mäder wieder zum Vizebürgermeister gewählt.

## Zivilberuf
Gögele hat Lehramt für Latein und Religion an der Universität Innsbruck studiert und in ersterem Fach den Magister-, in letzterem den Doktortitel erworben. Aufgrund seiner Pragmatisierung wurde ihm außerdem der Berufstitel Professor verliehen. Gögele war, bis zu seiner Wahl zum Klubobmann, AHS-Lehrer für Latein, zuvor auch für katholische Religion am Gymnasium Feldkirch. Letzteres durfte er aufgrund einer internen Regelung der Diözese Feldkirch nicht mehr unterrichten, seit er Landtagsabgeordneter war. Nach seiner Wahl zum Klubobmann der ÖVP im Landtag gab er seinen Lehrerberuf aus Zeitgründen auf.
Nach dem Austritt aus der Landespolitik nahm er den Beruf als Lehrer für Latein und Religion am BORG Dornbirn-Schoren im Wintersemester 2012/13 wieder auf.

## Privates
Rainer Gögele ist verheiratet, hat zwei Kinder und wohnt in Mäder.